# Les Misérables (musikal)
Les Misérables är en klassisk fransk musikal skriven av Claude-Michel Schönberg och Alain Boublil, baserad på Victor Hugos roman Samhällets olycksbarn. Den gavs först ut som ett konceptalbum på originalspråket franska år 1980, då den även sattes upp på Palais des sports i Paris, i en form som dock skilde sig en del från hur den ser ut idag. 1982 började teaterproducenten Cameron Mackintosh att arbeta på en engelsk version, med sångtexter av Herbert Kretzmer. Denna omarbetade version, i regi av John Caird och Trevor Nunn, fick sin premiär på Barbican Arts Centre i London den 8 oktober 1985, och flyttades några veckor senare till Palace Theatre i Londons West End. Här spelades musikalen fram till 2004, då den flyttades till Queen's Theatre där den fortfarande spelas. Uppsättningen har spelat över 12000 föreställningar, och på sin 21-årsdag, den 8 oktober 2006, gick den om Andrew Lloyd Webbers Cats som den längst spelade musikalen någonsin.
Upphovsmännen Boublil och Schönberg har också skrivit musikalerna La Revolution Française, Miss Saigon, Martin Guerre, The Pirate Queen och Marguerite. Av dessa är Miss Saigon den enda som rönt riktigt stor framgång.
I Sverige har föreställningen spelats på Cirkus i Stockholm (1990), Värmlandsoperan i Karlstad (1996-97), Göteborgsoperan (2000) samt på Malmö Opera och Musikteater (2001). Säsongen 2011-12 återvände föreställningen till Malmö Opera och 2016 sattes föreställningen åter upp på Värmlandsoperan. Den har även spelats upp på Kulturhuset Spira i Jönköping (2017).
2012 kom filmen Les Misérables ut som baseras på musikalen, med bland andra Hugh Jackman, Anne Hathaway och Russell Crowe i huvudrollerna.

## Handling

### Akt 1
1815, Toulon: Ett gäng trasklädda fångar hugger sten, övervakade av flera brutala vakter, bl.a. polismästaren Javert. Han kallar fram fånge nr 24601 Jean Valjean, och meddelar honom att han har blivit villkorligt frigiven. Valjean har varit fängslad i 19 år för att ha stulit en brödlimpa, och sedan försökte rymma från fängelset. 
På fri fot får Valjean jobb på en bondgård, men får bara hälften så mycket betalt som de andra, på grund av den villkorliga frigivningen. 
Valjean försöker få ett rum på ett värdshus, men blir utkastad. Berövad sina drömmar om ett nytt, fritt liv sätter han sig tröstlös utanför ett hus. Där bor biskopen av Digne som bjuder in honom, ger honom att äta och erbjuder honom en säng över natten. Biskopens bordssilver är dock värt ungefär dubbelt så mycket som han tjänade på de 19 åren som fånge och frestelsen blir alltför stor. Mitt i natten stjäl Valjean silvret och flyr, men han kommer inte långt utan blir gripen och förd tillbaka till biskopen. Denne säger dock att silvret var en gåva och ger honom dessutom två silverljusstakar. Biskopen får honom att lova att bli en hederlig man. 
Utom sig av skam för vad han blivit bryter Valjean sin villkorliga frigivning och ger sig av för att starta ett nytt liv. 
1823, Montreuil-sur-Mer: Valjean som nu kallar sig för Monsieur Madeleine har, med silvret som hjälp, startat en fabrik och till och med blivit borgmästare i den lilla staden Montreuil-sur-Mer. 
Den unga, vackra fabriksarbeterskan Fantine har en längre tid avvärjt förmannens närmanden och de andra kvinnorna förutspår att detta snart kommer att bli hennes olycka. 
Fantine har just fått ett brev från värdshusvärden Thénardier som har hand om hennes oäkta lilla dotter, Cosette.  
I brevet står att flickan är sjuk och att han behöver mer pengar till en doktor. Plötsligt sliter en annan kvinna åt sig brevet och läser det högt. 
Fantine försöker ta tillbaka det och råkar i slagsmål. Madeleine störtar fram för att skilja dem åt, och ber förmannen att lösa tvisten. 
Förmannen som ser sin chans att hämnas på Fantine ger henne sparken och utblottad och ensam sjunger hon om sina brustna drömmar. För att kunna skicka pengar till Cosette säljer Fantine först sitt halsband, sedan sitt långa ljusa hår och till sist sig själv som en prostituerad. En dag råkar hon ut för en kund som misshandlar henne, och när hon försvarar sig river hon honom på kinden. Han anmäler henne för polisen, det vill säga Javert som nu är polismästare i den lilla staden, och hon är på väg i fängelse när Madeleine känner igen henne. Hon berättar sin historia för honom och eftersom han till viss del är skyldig till hennes belägenhet ser han som borgmästare till att hon kommer in på sjukhus istället för i fängelse.
En fullastad vagn har kommit i rullning och klämt fast en man under det ena hjulet. Ingen vågar försöka lyfta kärran; de är rädda att vagnen skall krossa dem. Då stiger Madeleine fram och lyckas ensam lyfta kärran så att mannen kan räddas. 
Javert som har sett alltihop minns en fånge med extraordinär styrka: en viss Jean Valjean som rymde för flera år sedan. 
Javert anförtror borgmästaren att han nu åter är infångad och skall ställas inför rätta samma dag. Madeleine våndas; kommer denne man i fängelse vore det slutet på alla hans problem, han skulle vara fri för alltid. Han kan dock inte låta en oskyldig man ta hans straff, utan vid rättegången avslöjar han att han är den riktiga Valjean. Som stöd för påståendet visar han fångnumret - 24601 - som står tatuerat på hans bröst. Medan alla är förstenade av förvåning passar han på att smita. 
Valjean går till Fantine på sjukhuset, som är döende och yrar. Han lovar henne att han skall ta hand om Cosette och hon dör i frid. Då kommer Javert för att häkta honom. 
Valjean ber om ett par dagars frist för att kunna se till att Cosette får det bra. Han ger sitt ord på att sedan återvända. Javert är dock omedgörlig och till sist slår Valjean ner honom med en trasig stol och flyr.
Hos värdshusparet Thénardier slavar Cosette som piga, medan deras egen dotter Eponine lever ett bortskämt liv. En mörk kväll skickar de ut Cosette för att hämta vatten från brunnen i skogen, bara för att hon inte hunnit skura alla golv. 
Thénardier är en riktig skojare som blandar vatten i vinet, lagar mat av hästnjure och kattlever och dessutom är en mästare på att hitta på nya sätt att skinna sina gäster. I skogen hittar Valjean Cosette och tar henne med tillbaka till värdshuset. 
Thénardiers hittar på massa orsaker till att han inte skulle kunna få ta Cosette med sig, endast för att klämma mer pengar ur honom. Till slut går de med på 1500 franc och Valjean och Cosette lämnar värdshuset. 
1832, Paris: Studenterna Marius och Enjolras diskuterar tillståndet i staden; det står illa till. 
Makthavarna lever i sus och dus och bryr sig inte om folket. Bara en man bryr sig om de fattiga, General Lamarque, vilken är döende. Den lille gatpojken Gavroche varnar för Thénardiers som nu försörjer sig som tjuvar i Paris. 
Thénardier får av en slump syn på Valjean och den nu vuxna Cosette som gömmer sig undan Javert i Paris och bestämmer sig för att råna dem; han känner igen Valjean.   
Eponine är förälskad i Marius och varnar honom för att han kan råka illa ut om han stannar kvar. Hon springer sin väg, och när Marius följer efter krockar han med Cosette. Det blir kärlek vid första ögonkastet från bådas håll. 
Då kommer polisen med Javert, som nu är polismästare i Paris, i spetsen. Han får tag i Thénardiers innan de hinner fly. Valjean har känt igen Javert och passar också på att smita med Cosette. Javert är förvånad över att rånoffret har försvunnit och undrar vem det kan ha varit. Han vet att Valjean tog sig an Fantines dotter och förstår snart att det verkligen var den gamle straffången han såg och han blir tvungen att låta Thenardier löpa eftersom rånoffret är försvunnet. Så svär Javert vid Gud att han inte skall vila förrän Valjean är tillbaka bakom lås och bom. 
Marius letar reda på Eponine och får henne att lova att ta reda på var Cosette bor.
Studenterna har samlats på ABC Café för att diskutera sina revolutionsplaner. Marius kommer sent och berättar för dem om flickan han träffat och om hur hon försvann innan han knappt hunnit prata med henne. 
De andra retas med honom, men Enjolras avbryter dem och säger att de har viktigare saker att tänka på, de har ett högre mål; rättvisa åt folket. 
Gavroche kommer rusande, med budet att General Lamarque är död. Enjolras ser detta som det tecken de har väntat på. 
På generalens begravningsdag skall revolutionen bryta ut. De ger sig ut på gatorna för att sprida sitt budskap. 
Cosette går ensam i sin trädgård och tänker på Marius, som hon genast blev förälskad i. Hon undrar om han känner samma sak som hon. Då kommer Valjean ut ur huset. 
Cosette som bara kommer ihåg lite från sin barndom vill ha reda på sanningen, men han svarar bara att det är bättre om hon inte vet, varpå han går in igen.
Under tiden har Eponine fått reda på var Cosette bor och nu tagit med sig Marius dit. Den höga grinden in till trädgården är låst, men Marius klättrar över och kommer in till Cosette. De sjunger om sin kärlek till varandra, medan Eponine utanför sjunger om sin obesvarade kärlek till Marius. 
När Cosette och Marius går längre in i trädgården dyker det plötsligt upp en skum figur. Eponine ser genast att det är en av hennes fars kumpaner. De skall råna huset eftersom Thénardier tycker att de fick alldeles för lite betalt av Valjean för Cosette. 
Eponine som är orolig för att Marius skall råka illa ut försöker övertala dem att inte göra det. När inte det hjälper skriker hon som varning och gänget flyr hals över huvud. Marius och Cosette kommer tillbaka till grinden, och han presenterar dem för varandra. Samtidigt som Valjean kommer ut i trädgården, ditlockad av Eponines skrik, klättrar Marius över grinden och försvinner. 
Cosette ljuger och säger att hon såg tre män i skuggorna utanför grinden och att det var hon som skrek av rädsla.  
Valjean tror att det är Javert som hittat deras bostad och han bestämmer att de skall fly till England redan nästa dag. 
Enjolras och studenterna sjunger om att nu är det bara en dag kvar tills frihetens barrikader reser sig. 
Marius kan inte bestämma sig om han skall följa med Cosette till England eller stanna och slåss med sina vänner, men bestämmer sig ändå för att stanna. Han och Cosette sjunger om sin vånda att lämna varandra. 
Eponine sörjer över att Marius är förlorad för henne och om hur hon önskar att allt vore annorlunda. 
Javert har planer på att infiltrera studenterna och på så sätt hjälpa till att kväva upproret i dess linda samtidigt som paret Thénardier drömmer om de rikedomar de kan lägga händerna på när revolutionen börjar.

### Akt 2
Revolutionärerna har byggt en stor barrikad mitt i gatan. Javert, som är klädd som en av dem, erbjuder sig att ge sig iväg och ta reda på styrkan hos deras fiende. Enjolras tycker att det är en bra idé och Javert ger sig iväg. 
Eponine är med på barrikaderna, klädd som en pojke, för att få vara nära Marius. 
Marius vill inte att Eponine skall bli skjuten utan skickar iväg henne till Cosette med ett brev. Hemma hos Cosette möter hon Valjean. Hon berättar att hon har ett brev till Cosette från en av studenterna på barrikaderna. Hon ger honom brevet och ger sig iväg igen, men Valjean läser brevet istället för att ge det till sin skyddsling. Det är ett avskedsbrev, som ber Cosette att be för sin Marius eftersom han ber för henne. 
Eponine vandrar ensam genom den sovande staden. Hon sjunger om sin kärlek till Marius och om hur hon önskar att han vore hos henne för all framtid, även om hon vet att det aldrig kommer att hända. 
Armén avancerar mot barrikaden och beordrar dem att ge upp. Enjolras lyckas egga studenterna och avspisar armén, när Javert kommer tillbaka och förser dem med felaktig information. 
Gatpojken Gavroche känner dock igen honom och avslöjar honom. Studenterna binder Javert och talar om att folket skall få bestämma hans öde; han kommer inte att bli den siste av dem att dö. 
Javert förs bort och plötsligt hörs skott. Det är Eponine som har tagit sig tillbaka till barrikaden, men blivit skadad. Hon dör i Marius armar, efter att ha bekänt sin kärlek till honom. Studenterna lovar att hämnas hennes död. 
Valjean klättrar över barrikaden, klädd som en av militären. Studenterna är misstänksamma och visar honom Javert, samtidigt som de hotar med att utsätta Valjean för samma sak om han ljuger. De hinner inte fråga så mycket innan armén anfaller. 
Under striden skjuter Valjean en smygskytt som siktar på Enjolras. Studenterna lyckas vinna första slaget och som tack för att Valjean räddade hans liv lovar Enjolras att göra Valjean en tjänst. Valjean ber att få ta hand om Javert och tar med honom en bit bort från barrikaderna. 
Javert tror att Valjean skall döda honom, men Valjean skär av repen, fyrar av ett skott i luften, och låter Javert löpa. Studenterna tror naturligtvis att polismannen är död.
Det är nu natt och revolutionärerna varvar ner, sjunger och dricker. Marius längtar efter sin Cosette. 
Sent på natten lägger sig alla studenterna utom vakten och sover. Valjean som fattat tycke för Marius vakar över honom, och ber till Gud att han skall klara sig. 
När gryningen kommer står det klart att den revolutionära folkstorm som studenterna hade väntat sig inte har utbrutit. De är ensamma mot hela arméstyrkan. 
Enjolras befaller alla kvinnor och alla män med familjer att lämna barrikaderna. Studenterna börjar få ont om ammunition. Lille Gavroche klättrar, trots de andras försök att hindra honom, över barrikaderna för att samla in ammunition från de döda kropparna som ligger där. Han klarar sig en lång stund, men blir till de andras stora bestörtning nedskjuten. 
Så anfaller armén än en gång. Enjolras manar på de kvarvarande studenterna och säger att även om de dör, så kommer striden för rättvisa att fortsätta i all evighet.
Han ställer sig högst upp på barrikaden och svänger den röda fanan, men blir skjuten och störtar ner. 
Snart är alla studenterna döda, utom Marius som är skadad och medvetslös samt Valjean som är helt oskadd. 
Valjean lyfter upp Marius och flyr ned i kloakerna med honom. Strax efter klättrar Javert över barrikaden. När han inte hittar Valjeans kropp förstår han att han måste vara nere i kloakerna och ger sig av dit de mynnar ut.   
Thénardier släpar ner lik i kloakerna och stjäl deras värdesaker. Valjean kommer bärande på Marius och kollapsar. 
Thénardier får syn på dem och rånar Marius, bl.a. tar han en ring. Sedan vänder han sig mot Valjean, känner igen honom och ger sig iväg. 
Så småningom vaknar Valjean och släpar vidare på sin börda och när de närmar sig utgången möter de Javert. Valjean ber att han skall få rädda Marius och Javert minns Valjeans godhet mot honom själv och låter dem gå. Javert har ångest, han kan inte smälta att Valjean lät honom gå när han kunde ha dödat honom. Han vägrar att leva i skuld till en förbrytare och tar sitt liv genom att hoppa i floden. 
Marius håller på att återhämta sig från sina sår. Han vet inte vem det var som räddade honom från barrikaderna. 
Han tänker sig tillbaka till ABC Café, där hans vänner möttes för sista gången. Han sörjer dem och tänker på deras längtan efter en ny morgondag, den morgondag som aldrig kom. Och han frågar sig vad deras död var värd, medan vålnaderna av alla de som dött på barrikaden syns i bakgrunden. 
Så småningom blir han dock frisk och det ståndar till bröllop mellan honom och Cosette. Innan bröllopet söker Valjean upp Marius och berättar för honom att han är en före detta fånge, och att han tänker ge sig av för att Cosette aldrig skall få reda på något och bespara henne skammen. 
Marius går motvilligt med på att hålla tyst. Marius och Cosette får fira sitt bröllop utan Valjean när paret Thénardier plötsligt dyker upp, utstyrda i hiskeliga kläder och frisyrer. De vill tala med Marius. Thénardier säger att han såg något i kloakerna, dagen på barrikaderna föll, men vill ha 500 franc för att säga något. 
Marius betalar och Thénardier berättar att han såg Valjean i kloakerna, rånande lik. Som bevis håller han fram en ring som han skulle ha fått av Valjean för att hålla tyst om vad han sett. Marius känner igen sin egen ring och förstår hur hela historien hänger ihop. Han slår till Thénardier och kör iväg honom från festen. Sedan ger sig Marius och Cosette iväg för att få tag i Valjean.
Ensam i sin kammare sitter Valjean. Han är gammal och vet att han snart skall dö. Han ber för att Marius och Cosette skall få det bra. Då visar sig Fantines ande, som tackar för att han uppfostrat hennes barn med kärlek. 
Marius och Cosette kommer inrusande i rummet; de ser inte Fantine. 
Marius berättar nu att han vet vem som räddat honom från barrikaderna och tackar Valjean av hela sitt hjärta. 
Valjean har skrivit ner sin historia på ett papper och ber Cosette läsa den när han är död. Han berättar om hennes mor som gav sitt liv för henne. Nu syns också alla de andra vålnaderna och ledsagad av Fantine och Eponine dör Valjean och förenar sig med dem.

## Sånger
Första akten
- Prologue
  - Look down (Se ner)
  - On Parole
  - Valjean arrested/Valjean forgiven
  - Valjean's Soliloquy (Vad har jag gjort?)
- At the End of the Day (När en dag är förbi; originaltitel: La journée est finie)
- I Dreamed a Dream (Jag har en dröm; originaltitel: J'avais rêvé d'une autre vie)
- Lovely Ladies (originaltitel: La nuit)
  - Fantine's Arrest (originaltitlar: Dites-moi ce qui se passe/Fantine et Monsieur Madeleine)
  - Runaway Cart
- Who Am I?/The Trial (Vem är jag?; originaltitel: Comment faire?)
- Fantine's Death (Kom till mig)
- The Confrontation (originaltitel: La confrontation)
- Castle on a Cloud (I himlens slott; originaltitel: Mon prince est en chemin)
- Master of the House (Herre i sitt hus; originaltitel: La devise du cabaretier)
- Well Scene
- Bargain/The Waltz of Treachery (originaltitlar: Valjean chez les Thénardier/La valse de la fourberie)
- Look Down (Gavroches Sång; originaltitel: Donnez, donnez)
  - The Robbery/Javert's Intervention
- Stars (Guds Stjärnor)
- Eponine's Errand
- ABC Café/Red and Black (Kafé ABC; originaltitlar: Les amis de l'ABC/Rouge et noir)
- Do You Hear the People Sing (Folkets Sång; originaltitel: À la volonté du peuple)
- Rue Plumet/In My Life (Inom mig; originaltitel: Dans la vie)
  - Heart Full of Love (Av hjärta och själ)
  - Attack on Rue Plumet
  - The departure
- One Day More (Än en dag)

Andra akten
- At the Barricade/Upon These Stones
- On My Own (För mig själv)
- Building the Barricade (Första anfallet)
  - Javert's Arrival
  - Little People
- Little Fall of Rain (Ett litet stilla regn)
- Valjean on the barricade
- Night of Anguish
- First Attack
- Drink With Me (Drick med mig)
- Bring Him Home (Led hans väg)
- Dawn of Anguish
  - Second Attack/Death of Gavroche
  - Final Battle
- Sewers/Dog Eats Dog
- Javert's Suicide (Javerts Självmord)
- Turning
- Empty Chairs At Empty Tables (Tomma bord och tomma stolar)
- Every Day
- Valjean's Confession
- Wedding Chorale (Bröllopet; originaltitel: Le mariage, "Soyez heureux")
- Beggars At the Feast (Ett sånt kalas)
- Epilogue/Finale (Epilog)

## Svenska uppsättningen 1990
Den första svenska uppsättningen av Les Misérables hade premiär på Cirkus i Stockholm den 12 oktober 1990 i regi av Ken Caswell baserad på originalregin av Trevor Nunn och John Caird. Stockholmsproduktionen var en direkt kopia på Londonversionen. Den svenska översättningen gjordes av Ture Rangström. Ett urval av musikalens sånger på svenska gavs ut på CD av CBS 1991. Uppsättningen vann fyra Guldmasker 1991.[källa behövs]
Huvudroller:
- Jean Valjean: Tommy Körberg
- Javert: Jan Åström
- Fantine: Karin Glenmark
- Madame Thénardier: Beatrice Järås
- Thénardier: Claes Malmberg
- Marius: Richard Carlsohn
- Cosette: Gunilla Backman
- Eponine: Maria Rydberg
- Enjolras: Joakim Jennefors